# Marcel Bauer (Journalist)
Marcel Bauer (* 24. März 1946 in Eupen) ist ein deutschsprachiger belgischer Journalist, Filmemacher und Schriftsteller.

## Leben
Marcel Bauer besuchte Grundschule und Gymnasium am Eupener Collège Patronné. Anschließend studierte er von 1967 bis 1972 Entwicklungssoziologie und Geschichte an der Katholischen Universität Löwen und an der Freien Universität Berlin.
Von 1972 bis 1974 arbeitete Bauer als Volontär, Redakteur und Auslandskorrespondent bei der Aachener Volkszeitung. Ein Jahr später wurde er Pressesprecher am Sitz des Internationalen Katholischen Missionswerks Missio Aachen. In dieser Eigenschaft bereiste er alle fünf Kontinente. Seine Reportagen und Hintergrundberichte für renommierte Zeitungen des In- und Auslandes sorgten international für Aufsehen. Er veröffentlichte etliche Sachbücher in deutscher, französischer und niederländischer Sprache mit den Schwerpunkten Kultur und Religion. Ab 1987 war Bauer als Reporter für die Zeitschrift GEO, sowie für verschiedene Presseagenturen und Hilfswerke und vor allem als Filmemacher tätig. Von 1988 bis 1995 leitete er das Robert-Schuman-Institut in Brüssel, eine postgraduale europäische Journalistenschule. Anschließend arbeitete Bauer vor allem als freier Journalist für unterschiedliche Printmedien, Presseagenturen und Rundfunkanstalten.
Für den deutsch-französischen Kultursender ARTE, für verschiedene öffentlich-rechtliche Sender in Europa und Nordamerika sowie für diverse Hilfswerke verwirklichte er insgesamt 50 Filmdokumentationen. Sie waren der Grundstock für eine Filmreihe bei ARTE (Abenteurer Gottes) und eine Monografie im EOS Verlag (Pioniere & Propheten). Mehrere seiner Filmporträts wurden international prämiert, darunter Das Testament der Mutter Teresa über die Ordensgründerin aus Kalkutta, die Bauer sieben Tage lang begleiten durfte, der Film wurde für die ARD produziert und in 120 Ländern ausgestrahlt. Der Film Die Mutter der Müllmenschen über Emmanuelle Cinquin, eine Ordensfrau, die bei den Müllsammlern in Kairo lebte, den Bauer für ZDF, ORF und Antenne 2 realisierte, machte diese weltweit bekannt und zu einer der populären Persönlichkeiten in Frankreich. 1992 entstand ein Filmbeitrag über den französischen Rockerpriester Guy Gilbert – Ein Leben für die Asphaltwölfe, für den Bauer 1993 den Journalistenpreis der Gesellschaft Katholischer Publizisten erhielt. Im Rahmen der Buchveröffentlichung Abenteuer Gottes – Eine Geschichte der Mission in Briefen und Bildern 1850–1900, entstand eine Filmdokumentation über Pater Damian, den aus Belgien stammenden Schutzpatron der Leprakranken. 2010 war er Regisseur für den Filmbeitrag Was kostet ein Kind? – Auf den Spuren der Kinderschänder in Thailand, der im Auftrag des Bayerischen Rundfunks und des ORF erstellt wurde.
Neben seinen Film- und Forschungsarbeiten widmete sich Bauer historischen Themen zu seiner engeren Heimat. Seine prämierte Biografie des Aachener Barockbaumeisters Johann Joseph Couven führte zu dessen allgemeinen Anerkennung als Architekt des Barock in der Euregio Maas-Rhein. Mit seinem Buch Das gläserne Gedächtnis sorgte Marcel Bauer dafür, dass die Sammlung Franken, der Nachlass einer Fotografenfamilie, die ab 1864 über vier Generationen in Eupen gewirkt hatte, vor der Vernichtung gerettet wurde. Diese Sammlung befindet sich heute im belgischen Staatsarchiv in Eupen.
Seit 2015 betätigt sich Marcel Bauer als Romancier. Sein erster Roman Shango – Im Bann des Voodoo (2016), handelt von einem afrikanischen Geisterkult. Sein zweiter Roman Schattenkinder – Eine Kindheit im Krieg (2020) fand ebenfalls Beachtung. Der Roman zeichnet die Kindheit eines jüdischen Jungen während der deutschen Besatzung in Belgien nach, der – wie tausende andere Kinder auch – versteckt wurde und so den Holocaust überlebte.

## Auszeichnungen
- Thomas-Morus-Preis der Thomas-Morus-Akademie Bensberg für junge Journalisten, Köln, 1973
- Preis des European Script Fund für die Fernsehserie „Abenteurer Gottes“, London, 1992
- Katholischer Journalistenpreis der Gesellschaft Katholischer Publizisten (seit 2003: Katholischer Medienpreis), Bonn, 1993
- Filmpreis der Tschechischen Filmakademie, Olmütz 1995
- Aufnahme in die Europäische Akademie der Wissenschaften und Künste (EASA), Salzburg, 1998
- Literaturpreis der Deutschsprachigen Gemeinschaft Belgiens für die Monografie des Architekten Johann Joseph Couven, Eupen, 2002[6]

## Schriften (Auswahl)
- Kinder : Schicksale aus d. Dritten Welt ; 12 Reportagen über Kinder in Asien, Afrika u. Lateinamerika, Spee Verlag, Trier 1976, ISBN 978-3-921626-01-6
- Pioniere & Propheten, Spee Verlag, Trier 1979, ISBN 978-3-87760-029-0
- Karneval der kleinen Leute, Spee Verlag, Trier 1980, ISBN 3-87760-032-8
- Feste, Fürsten und Dämonen : religiöse Bräuche in d. Dritten Welt, Spee Verlag, Trier 1981, ISBN 978-3-87760-039-9
- Am Ende der Erde : Kirche im ewigen Eis , missio aktuell Verlag, Aachen 1982, ISBN 978-3-921626-24-5
- Das Wagnis der Freiheit. Christen unter dem Halbmond, missio-aktuell-Verlag, Aachen 1983, ISBN 978-3-921626-36-8
- Stimmen in der Morgenstille : Kreuz über Korea, missio-aktuell-Verlag, Aachen 1984, ISBN 978-3-921626-43-6
- Abenteurer Gottes : 25 Reportagen aus aller Welt, Herder Verlag, Freiburg im Breisgau 1989, ISBN 978-3-451-21435-6
- Mexiko : an der Grenze Lateinamerikas, Adveniat Verlag, Essen 2006, ISBN 978-3-00-019890-8
- Grossstädte : Leben zwischen Wellblech und Beton, Adveniat Verlag, Essen 2008, ISBN 978-3-00-025964-7
- Haiti : der Armut trotzen, Adveniat Verlag, Essen 2009, ISBN 978-3-00-028386-4
- Eupen : das gläserne Gedächtnis, Grenz-Echo-Verlag, Eupen 2013, ISBN 978-3-86712-075-3
- Unterwegs auf Couvens Spuren, Grenz-Echo-Verlag, Eupen 2015, ISBN 90-5433-187-9
- Shango : im Bann des Voodoo, Grenz-Echo-Verlag, Eupen 2016, ISBN 978-3-86712-114-9
- Schattenkinder : Eine Kindheit im Krieg, Rhein-Mosel-Verlag, Zell 2020, ISBN 978-3-89801-900-2
- Der Mäuserich: Die Geschichte einer gescheiterten Pilgerfahrt, Rhein-Mosel-Verlag, Zell 2023, ISBN 978-3-89801-470-0
- Der Prälat: Eine klerikale Karriere, Rhein-Mosel-Verlag, Zell 2024, ISBN 978-3-89801-478-6